# Beethoven's 4th
Beethoven's 4th is de derde vervolgfilm na de eerste film Beethoven uit 1992. De film werd op 4 december 2001 uitgebracht. Ze werd geregisseerd door David Mickey Evans en geproduceerd door Kelli Konop. In de film hebben onder andere Judge Reinhold en Julia Sweeney de hoofdrol.

## Verhaal
De film begint met een vader die zijn twee kinderen controleert voor school. Hun gezin bestaat uit een meisje, jongen, vader, moeder en een hond genaamd Beethoven, die zij houden voor een naaste familie. De kinderen houden van Beethoven, maar hun ouders niet, en willen van hem af. De kinderen laten de hond een gehoorzaamheidstraining volgen onder leiding van een voormalige legersergeant. De zoon, Brennan, wordt verliefd op een meisje (Hayley), terwijl Beethoven letterlijk de hindernisbaan in een dag vernietigt. Om van het geheel af te komen raakt Beethoven de sergeant in het kruis met een riem waardoor hij moet knielen van pijn.
Ondertussen bezit de rijke familie Sedgewick een verwende pup die precies lijkt op Beethoven en Michelangelo heet. Michelangelo en de jonge Madison Sedgewick zijn vrienden, maar de drukke heer en mevrouw Sedgewick negeren haar altijd. In feite is de heer Sedgewick de enige die lijkt te proberen om met haar te spelen. Beethoven loopt ondertussen achter een losse hotdog-kar en belandt op een carrousel. Michelangelo heeft zichzelf losgebroken en is nu op dezelfde carrousel. Hij wordt verward met Beethoven en wordt mee naar huis genomen door Brennan en Sara. De echte Beethoven wordt aangezien voor Michelangelo, en meegenomen door Simmons, de butler van de familie Sedgewick, naar hun huis.
Ondertussen is Sara verrast wanneer Michelangelo zijn voeten op de welkommat veegt en de servetten met zijn tanden vouwt tijdens het diner. De Sedgewicks bemerken de verandering in "hun hond" ook wanneer hij Simmons tegen de grond krijgt om een stuk kalkoen te bemachtigen. Midden in de nacht hoort Beethoven Madison jammeren als gevolg van een nare droom en troost haar. Bij de volgende gehoorzaamheidstraining laat Michelangelo iedereen in verbazing achter door de gehele nieuwe hindernisbaan te voltooien, terwijl de sergeant aankondigingen doet over de cursus.
Ondertussen ruïneert Beethoven een etentje, wanneer Nigel hem probeert te ontvoeren. Een therapeut wijst mevrouw Sedgewick op de reden waarom "Michelangelo" op deze manier reageert, want hij is de eerste die "symptomen" vertoont. De therapeut suggereert dat het het gevolg kan zijn dat mevrouw Sedgewick niet de zorg over iemand anders neemt dan zichzelf. Ondertussen is de heer Newton bezorgd over "Beethoven" en begint gek te doen om "Beethoven" weer normaal te krijgen. Hij drinkt toiletwater, jaagt de postbode, enz. Michelangelo begrijpt pakt het uiteindelijk op en gedraagt zich als een perfecte kloon van Beethoven.
Intussen is het gezin Sedgewick met Beethoven aan het apporteren en aan het zwemmen. Maar als de Sedgewicks samen met Beethoven aan het wandelen zijn, kidnapt Nigel (die blijkt Simmons sidekick te zijn) Beethoven en sluit hem op in een magazijn, voor een losgeld van 250.000 dollar. Maar Beethoven breekt uit en in het geheim verwisselt hij van plaats met Michelangelo bij het afstuderen van de gehoorzaamheidstraining. De echte Michealangelo wordt gevonden wordt door de Sedgewicks, en Simmons en Nigel zijn in de gevangenis gezet. De echte Beethoven wordt gevonden door de Newtons en hij studeert af. Op een kruising ontmoeten de Sedgewicks en Newtons vervolgens elkaar, hoewel ze nooit te weten komen van de verwisseling van Beethoven en Michelangelo.

## Rolverdeling
| Acteur               | Personage              |
| -------------------- | ---------------------- |
| Judge Reinhold       | Richard Newton         |
| Julia Sweeney        | Beth Newton            |
| Joe Pichler          | Brennan Newton         |
| Michaela Gallo       | Sara Newton            |
| Kaleigh Krish        | Madison Sedgewick      |
| Matt McCoy           | Reginald Sedgewick     |
| Veanne Cox           | Martha Sedgewick       |
| Mark Lindsay Chapman | Johnnie Simmons        |
| Nick Meaney          | Nigel Bigalow          |
| Natalie Marston      | Hayley                 |
| Art LaFleur          | Sergeant Rutledge      |
| June Lu              | Mrs. Florence Rutledge |